# Número de identificación personal

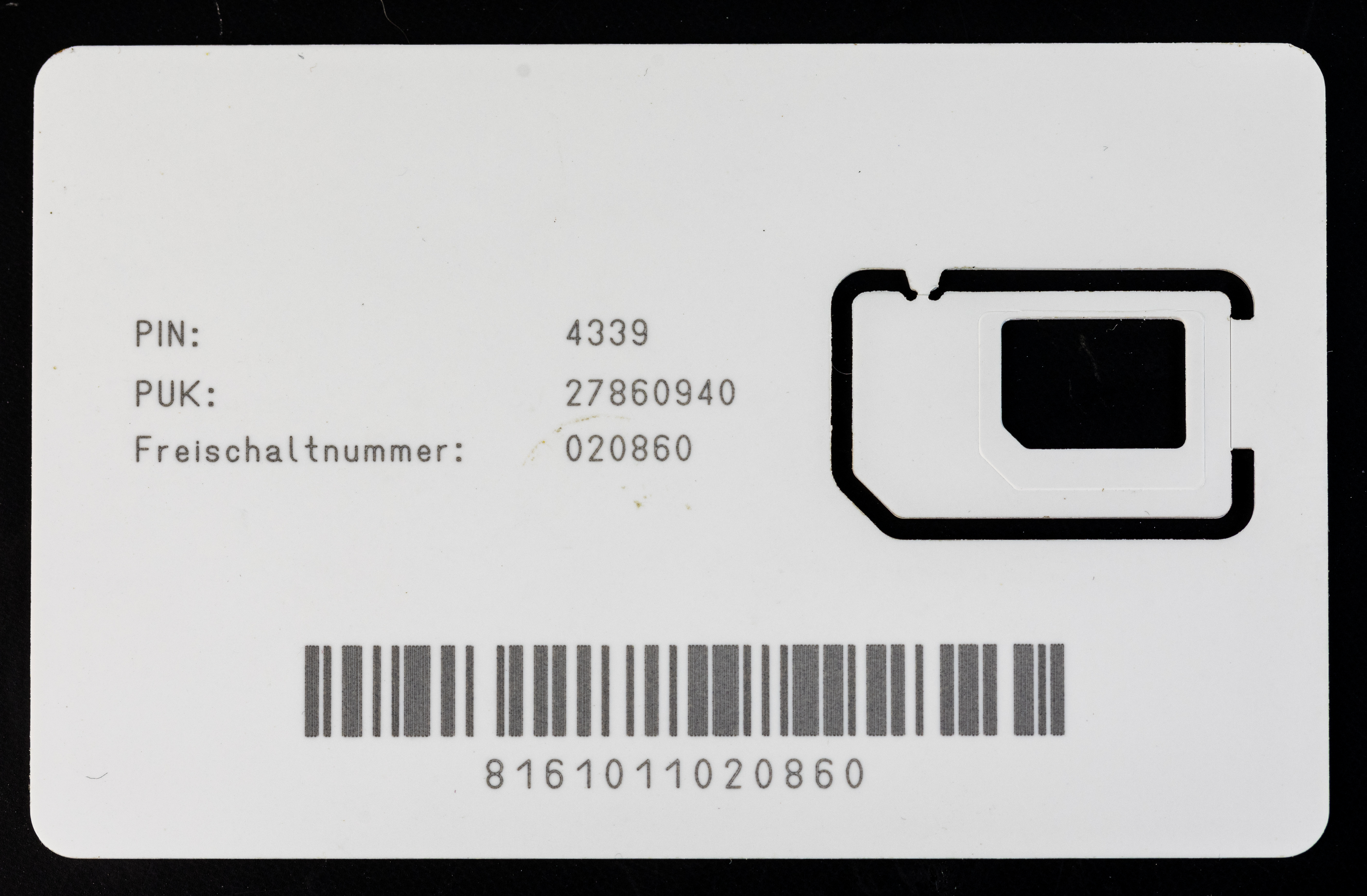
PIN en una tarjeta SIM

El número de identificación personal (NIP), pin o PIN (de las siglas en inglés, Personal Identification Number), es un tipo de contraseña utilizado en ciertos sistemas, como la tarjeta SIM, el teléfono móvil o el cajero automático, para identificarse y obtener acceso al sistema.
Solo la persona beneficiaria del servicio conoce el pin que le da acceso al mismo; esa es su finalidad. Este tiene que ser suficientemente seguro para evitar la intrusión no autorizada al servicio que protege.
Hace algunos años, las tradicionales tarjetas de crédito en las que se requería firmar la conformidad para el pago de un servicio, fueron reemplazadas por una tarjeta provista de un chip y protegida de acceso mediante un pin que el usuario debe digitar para cargar el importe del servicio al saldo de la tarjeta.
Comúnmente, el pin es un código de 4 dígitos, en el rango de 0000 al 9999, por lo que hay 10 000 códigos diferentes que el usuario puede asignar. En la categoría de equipos celulares EDGE, el pin es de 8 dígitos, con lo que se incrementa en un factor 10 000 la dificultad para un atacante que para acertar con el pin correcto. Los pines telefónicos habitualmente tienen 12 dígitos.

## Seguridad de PIN
Los PIN financieros suelen estar compuestos por cuatro dígitos en un abanico del 0000 al 9999, lo que arroja 10 000 combinaciones posibles. Sin embargo, en Suiza son de 6 dígitos.
Algunos sistemas establecen números PIN por defecto, dando la opción al cliente de cambiarlo si lo desea; siendo obligatorio usar el PIN establecido por defecto para el primer inicio de sesión. Normalmente se recomienda a los clientes que no utilicen un PIN basado en su fecha de cumpleaños, números de conocimiento público ni números consecutivos o repetidos. Algunas instituciones financieras pueden rechazar aquellos números PIN que detecten que son repeticiones (como 1111, 2222, ...), consecutivos (1234, 2345, ...), que comiencen con dos o más ceros o tengan los números de la seguridad social o una fecha de cumpleaños. Ya que un PIN débil establecido por un cliente podría propiciar brechas de seguridad y esto sería perjudicial para ellos.

### Fallos de seguridad
En 2002, dos estudiantes de doctorado de la Universidad de Cambridge, Piotr Zieliński y Mike Bond, descubrieron una brecha de seguridad en el sistema de generación de números PIN de la IBM 3624, que estaba duplicado en la mayor parte de los equipos de generaciones posteriores. Conocido como el ataque de decimalización, este fallo daba acceso al sistema de cómputo de un banco, lo que permitía determinar el PIN de acceso de una tarjeta al cajero automático en un promedio de 15 intentos.

## Pelusa
En inglés, la palabra password significa contraseña, pero literalmente es palabra de paso. Un número no puede considerarse una palabra y, por lo tanto, en inglés se inventó la sigla Personal Identification Number, y también a veces se usa la palabra passnumber. En español, se pueden usar las palabras contraseña o clave. Cuando el número no es inventado por el usuario, es posible usar un código secreto.